# Wasserbehälter Wienerberg

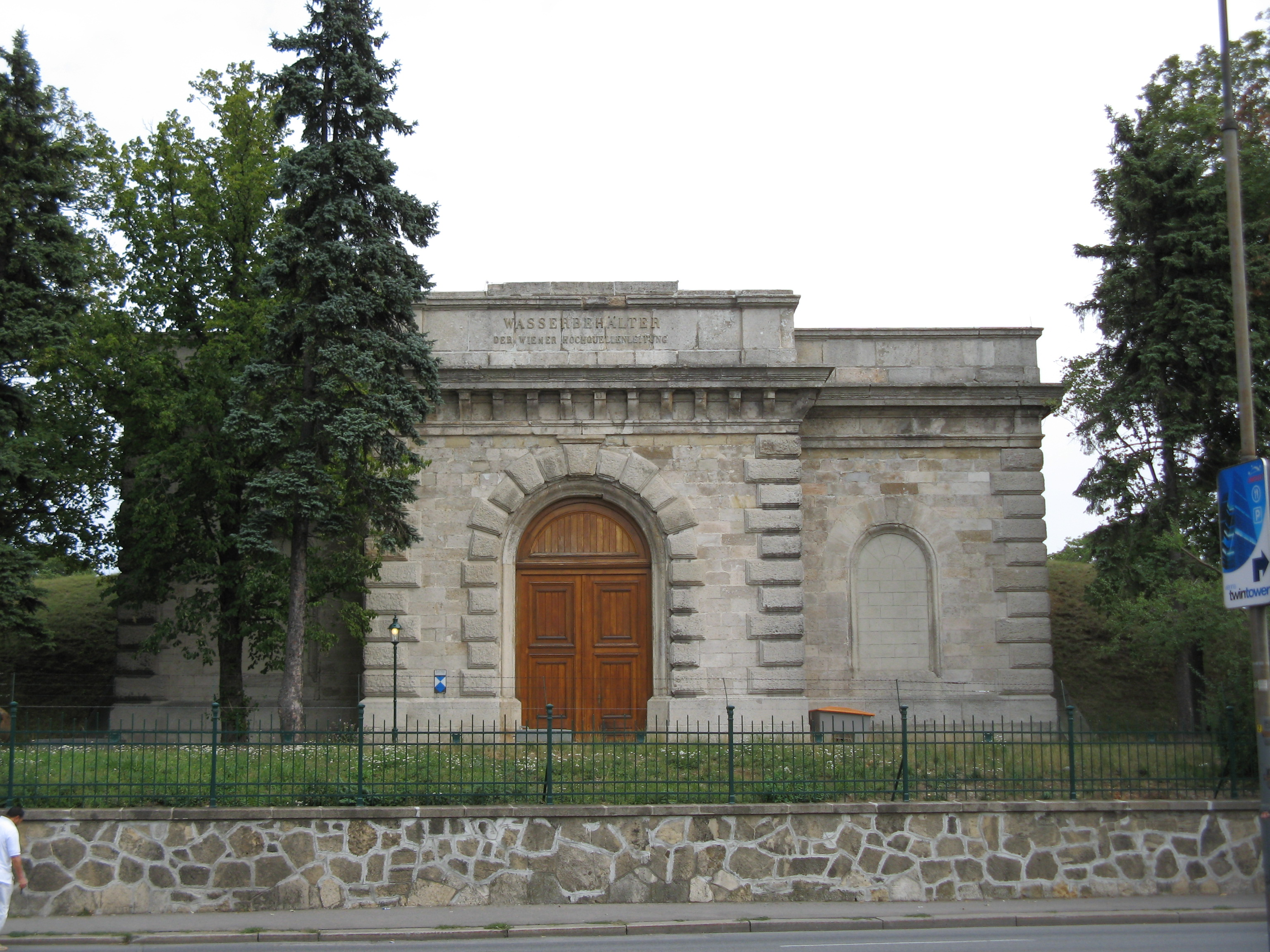
Schieberkammer des Behälters Wienerberg

Der Wasserbehälter Wienerberg an der Triester Straße im 10. Gemeindebezirk Favoriten wurde gemeinsam mit den Behältern Rosenhügel, Laaerberg und Schmelz als Teil der Wiener Wasserversorgung mit Trinkwasser aus der I. Wiener Hochquellenwasserleitung errichtet.
Auf dem Areal gegenüber der Spinnerin am Kreuz und dem späteren George-Washington-Hof wurde nach dem Wasserbehälter auch der Wasserturm Favoriten mit den für den Betrieb notwendigen Nebengebäuden errichtet.

## Wasserbehälter

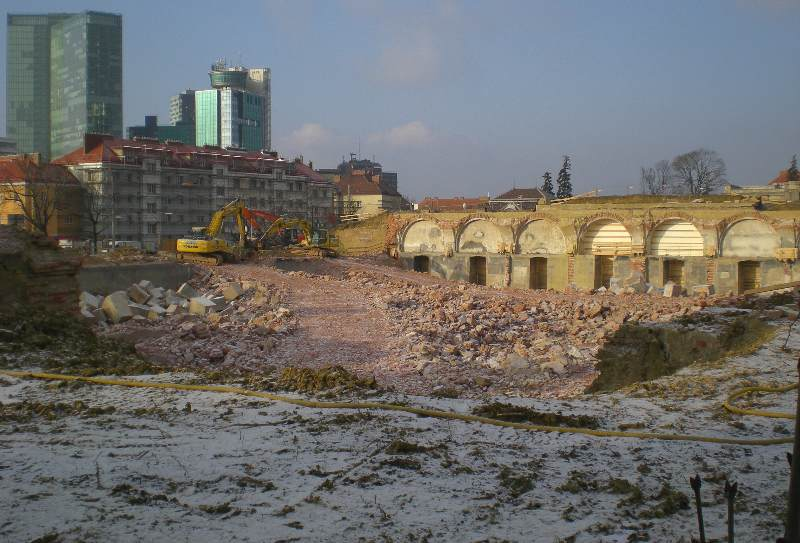
Teilweise abgebrochener Behälter Wienerberg

Das Wasserreservoir an der Triester Straße 83 wurde 1873 errichtet. Zwischen den massiven Pfeilern mit den Kreuzgratgewölben wurden Leitwände errichtet, um eine ständige Durchspülung der Behälterkammer zu erreichen.
Vom Wasserbehälter Wienerberg aus werden die Bezirke Innere Stadt, Wieden, Margareten und Mariahilf mit rund 130.000 Menschen mit Hochquellwasser versorgt.
Seit den Umbauarbeiten 2012 befinden sich auf der neu gestalteten Behälterdecke ein frei zugänglicher Wassererlebnispfad und ein Wasserspielplatz, für Schulklassen ergänzt die Wasserschule im ehemaligen Kraftwerkshaus das Angebot. Ein weiteres Novum bei den Wiener Wasserbehältern ist das Sichtfenster, das von der Schieberkammer aus, deren Betreten ansonsten aus Sicherheitsgründen streng verboten ist, einen Blick ins Behälterinnere ermöglicht.

### Schieberkammer
Die Schieberkammer, das Einlaufbauwerk des Wasserbehälters Wienerberg, ist nach Westen zur Triester Straße hin ausgerichtet. Der mit einer repräsentativen Hausteinfassade und massiven Neorenaissanceformen errichtete eingeschoßige Bau mit Flachdach steht so wie der Wasserturm unter dem Schutz der Haager Konvention zum Schutz von Kulturgut bei bewaffneten Konflikten.

### Behälterkammern
Zwischen Herbst 2008 und 2010 sollen die beiden zusammen 170 × 60 Meter großen, mit Erde überschütteten Behälterkammern, die bisher rund 30.000 Kubikmetern Hochquellwasser Platz boten, abgebrochen und nach dem „Wanne-in-Wanne-System“ durch neue Kammern ersetzt werden. Im Zuge dieser Arbeiten, für die etwa 12,5 Millionen Euro veranschlagt wurden, soll das Speichervermögen auf 41.500 Kubikmeter erhöht werden.
Bereits im Frühjahr 2008 wurden neue Transportrohre mit einem Durchmesser von bis zu einem Meter neu verlegt.
Bei der bisherigen Ziegelbauweise des Behälters, dessen Kreuzrippengewölbe von Steinsäulen getragen wird, darf der Wasserstand nicht über die Säulenköpfe steigen. Diese Höhenbeschränkung entfällt bei der Stahlbetonbauweise des neuen Behälters und ermöglicht gemeinsam mit den schlankeren Säulen den Gewinn an Speichervolumen.

## Hebewerk

Ansicht des Wasserthurmes und Maschinenhauses

Um den notwendigen Wasserdruck zur Versorgung der oberen Stockwerke von Häusern im 10. und 12. Wiener Gemeindebezirk zu erreichen, wurde vom Behälter Rosenhügel in 244 Metern Seehöhe Wasser nur an jene Häuser abgegeben, deren Fahrbahnniveau maximal 214,5 Meter über dem Meeresspiegel lag und so der Wasserdruck bis zu den Bassenas bis maximal 30 Meter über dem Straßenniveau reichte.
Die zunehmende Verbauung machte schließlich die Errichtung des Favoritner Wasserturms mit einem Wasserspiegel in 270,8 Metern Seehöhe notwendig, um auch jene Gebäude mit Trinkwasser versorgen zu können, die über der Höhe von 214 Metern lagen.
Die Pläne für das Hebewerk wurden vom Wiener Stadtbauamt erstellt. Die Baumeisterarbeiten wurden dem Baumeister A. Schumacher übertragen. Für die maschinelle Ausstattung und die eiserne Dachkonstruktion zeichnete die Firma F. X. Komarek aus Wien verantwortlich.

### Schieberhaus
In dem an der Ostseite des Wasserreservoirs errichteten Schieberhaus vereinten sich die zwei Rohrleitungen, die aus den beiden Behälterkammern führten, zu einem einzigen Rohrstrang, der zum Maschinen- und Kesselhaus führte. Schieber ermöglichten die wahlweise Wasserentnahme aus einer der beiden Kammern oder aus beiden gleichzeitig.

### Maschinen- und Kesselhaus

Inneres der Pumpenanlage

Das durch Lisenen gegliederte und mit rundbogigen Eisensprossenfenstern ausgestattete Bauwerk wurde in Sichtziegelbauweise errichtet. Das Maschinen- und Kesselhaus war mit zwei Maschinengruppen mit je 45 PS ausgestattet und bot einer dritten Platz. Zur Dampferzeugung dienten zwei Galloway-Heizkessel mit je 52 Quadratmeter Heizfläche. Die Pumpen waren an die Kolbenstangen von zwei Compound-Dampfmaschinen mit je 45 PS gekuppelt und sollten je 65 Liter pro Sekunde über eine Förderhöhe von rund 33 Meter in den Wassertank im Wasserturm des Favoritner Wasserturms heben, was einer Leistung von 5.382 Kubikmetern in 23 Stunden entsprach.

### Kühlanlage
Nach dem Durchfließen eines Beckens, das als Ölabscheider diente, wurde das Kühlwasser mittels einer Pumpe in eine Höhe von fünf Metern gefördert. Der Kühlturm war eine in vier Stockwerke geteilte Anlage nach dem System Komarek. Mittels Wellblech wurde das Wasser in die Form feiner Fäden gebracht, die durch die Umgebungsluft und die Verdunstungswärme abgekühlt wurden.

### Schornstein
Der Schornstein wurde auf einer quadratischen Grundfläche von 4,15 Meter Seitenlänge und einer Fundamentstiefe von 5,15 Metern Tiefe errichtet. Die Höhe des Rauchfangs betrug 36 Meter bei einem Innendurchmesser an der Basis von 1,4 Metern und 0,9 Metern an der Spitze. Wann der Rauchfang abgebrochen wurde, ist nicht bekannt.

### Wasserturm Favoriten

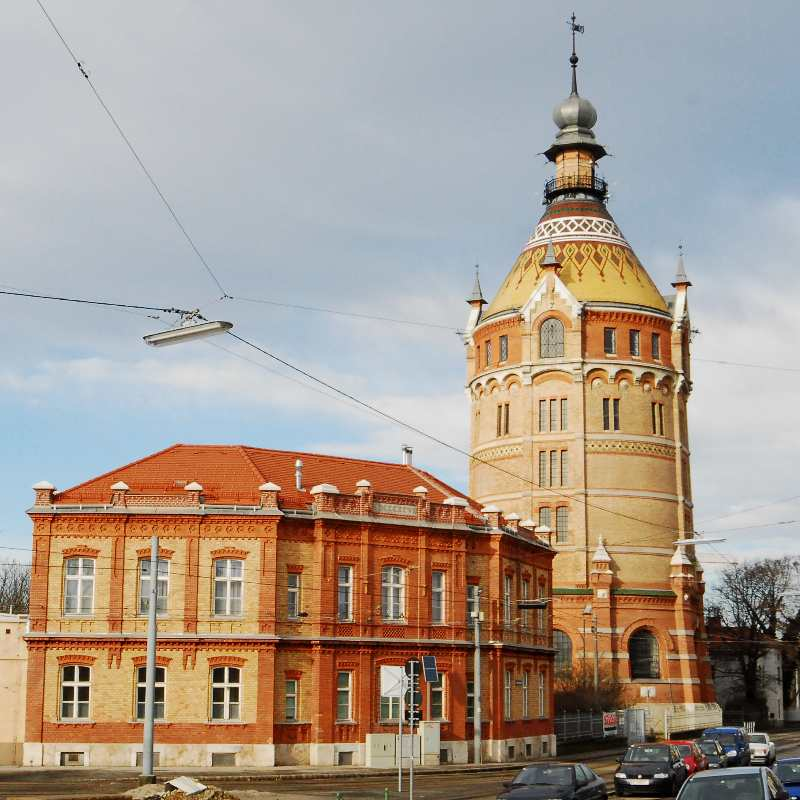
Bedienstetenwohnhaus

Der Wasserturm Favoriten weist eine Gesamthöhe von 67 Metern auf und besitzt in seinem Inneren zwei aus Stahlblech gefertigte Wasserbehälter mit einem Fassungsvermögen von 1.000 Kubikmetern Trinkwasser. Der Wasserturm und das Pumpwerk verloren ihren Zweck mit der Inbetriebnahme der II. Wiener Hochquellenwasserleitung im Jahr 1910.

### Wohnhaus
Das einstöckige Wohnhaus mit fünf Wohnungen samt Dach- und Kellerräumen für das Betriebspersonal wurde wie die gesamte Anlage in Sichtziegelbauweise errichtet.
Das am Ostende der Anlage bei der Umkehrschleife der Straßenbahnlinie 1 am Stefan-Fadinger-Platz errichtete ursprüngliche Wohnhaus für die Bediensteten wurde mit 1. April 2007 unter Denkmalschutz (Listeneintrag) gestellt.

### Waaghaus
Das Waaghaus mit der Brückenwaage diente vor allem zur Kontrolle der angelieferten Kohlemengen.

## Kraftwerkshaus

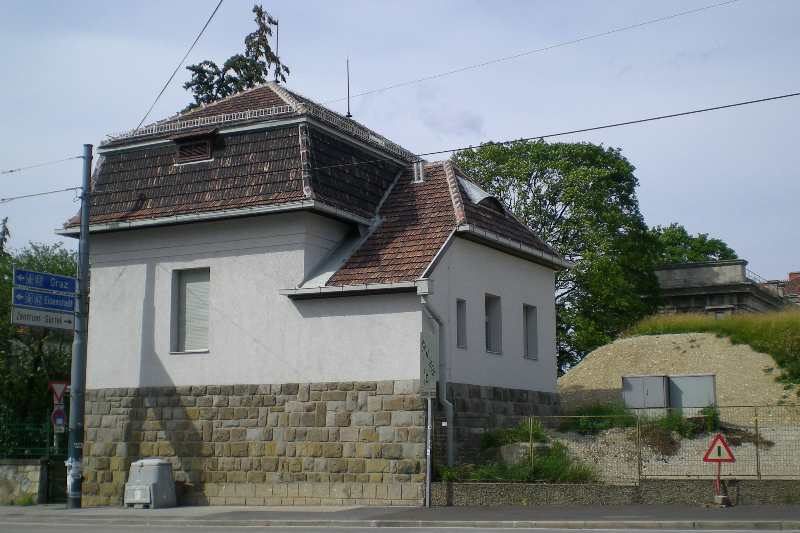
Ehemaliges Wasserleitungskraftwerk

Das Kraftwerkshaus befindet sich an der Kreuzung Triester Straße – Raxstraße. Erbaut wurde es als Wasserleitungskraftwerk, das zwischen 1915 und 1971 in Betrieb war. Nach einer mehrjährigen Nutzung als Lagerraum wurde das Gebäude entsprechend den Bedürfnissen für die Wasserschule adaptiert und im Herbst 2005 eröffnet.